# Il compagno di viaggio
Il compagno di viaggio (danese: Reisekamaraten), è una fiaba pubblicata dall'autore danese Hans Christian Andersen nel 1835.

## Trama
Dopo la morte del padre, il giovane Johannes (Giovanni nelle traduzioni) lascia la sua casa e inizia a vagare per il mondo. Una notte il ragazzo si rifugia in una cappella dove si trova una bara incustodita, che due uomini vogliono violare a causa dei debiti non saldati del morto. Il ragazzo li ferma dando loro in cambio tutti i suoi averi. Durante i suoi vagabondaggi Johannes incontra un uomo che si unisce a lui. Quest'ultimo cura una donna anziana da una slogatura grazie ad un unguento magico, ricevendo da lei in cambio tre verghe. Poi i due assistono ad uno spettacolo di marionette, dove una piccola marionetta regina viene sbranata da un cane. Il compagno di viaggio "cura" la marionetta con lo stesso unguento di prima e quest'ultima inizia a ballare da sola. Il burattinaio lo ricompensa con una sciabola. Più tardi Johannes e il compagno trovano un cigno morto, a cui il compagno recide le ali. 
Arrivati in una città, i due vengono a sapere di una principessa bellissima ma crudele, che si racconta sia stregata. Ella condanna a morte tutti i suoi pretendenti che non siano in grado di indovinare a che cosa stia pensando. Johannes decide di svelare il mistero della principessa stregata e liberarla dalla sua maledizione. Durante la notte la principessa si reca volando grazie a due grandi ali nere da un troll che vive in una montagna, che le comunica la risposta all'enigma. Usando le ali del cigno, il compagno di viaggio segue la principessa senza essere visto e prendendola a colpi di verga. Il compagno assiste così alle conversazioni tra la principessa e il troll. Il mattino seguente suggerisce la risposta a Johannes senza però fargli capire che sia quella esatta. Quando la principessa chiede a Johannes a che cosa stia pensando, egli vince rispondendo che sta pensando ad una scarpa. La seconda notte il troll dice alla principessa di pensare ad un guanto e Johannes supera nuovamente la prova grazie al suo compagno.
L'ultima notte il troll dice alla principessa di pensare al suo viso, ma appena la giovane parte, il compagno di viaggio esce dal suo nascondiglio e decapita il troll con la sua sciabola. Il mattino dopo l'uomo consegna la testa avvolta in un panno a Johannes, senza svelargli il contenuto. Quando la principessa chiede al giovane a cosa stia pensando, questi tira fuori la testa del troll. La principessa stregata si vede quindi costretta a sposarlo. Dopo la festa di matrimonio il compagno di viaggio istruisce Johannes su come liberare la sua sposa dalla maledizione: egli deve mettere in una vasca tre piume delle ali del cigno con alcune gocce, e dopodiché immergervi per tre volte la fanciulla. Johannes esegue le indicazioni del suo amico. Durante l'operazione la principessa si mette a gridare e inizia a prendere le sembianze di una grande cigno nero, ma quando viene immersa nell'acqua per la terza volta, viene definitivamente liberata dall'incantesimo. La mattina dopo il compagno di viaggio lascia per sempre Johannes, rivelandogli di essere l'anima del morto che aveva salvato dai due uomini, e di avere finalmente pagato il suo debito. In seguito, il re decide di dedicarsi ai nipotini che la figlia e il genero gli hanno dato, e passa il trono a Johannes.

## Adattamenti
- Le fiabe di Andersen (Andersen Monogatari) serie TV anime del 1971 della Mushi Production (episodi 27-29)
- Vandronik, film ceco-italiano-francese-tedesco del 1990 diretto da Ludvík Ráža
- Il compagno di viaggio, episodio della serie animata The Fairytaler (2003)

- Un episodio del film sovietico Princessa na gorošine del 1976.